# Вулиця Отакара Яроша (Харків)
Вулиця Отакара Яроша — вулиця в місті Харкові в районі житлового масиву Павлове Поле. Бере початок від Клочківської вулиці та пролягає вздовж Саржиного Яру по правому його схилу вгору до вулиці 23 Серпня до вулиці Станіслава Партали.
Вулиця забудована житловими будинками в п'ять, дев'ять та чотирнадцять поверхів. На ній багато зелені, особливо в східній частині, де будинки побудовані лише з одного боку, а іншу сторону займає територія Ботанічного саду Харківського Національного Університету ім. В. Н. Каразіна
На початку вулиці знаходиться студмістечко університету.

## Історія

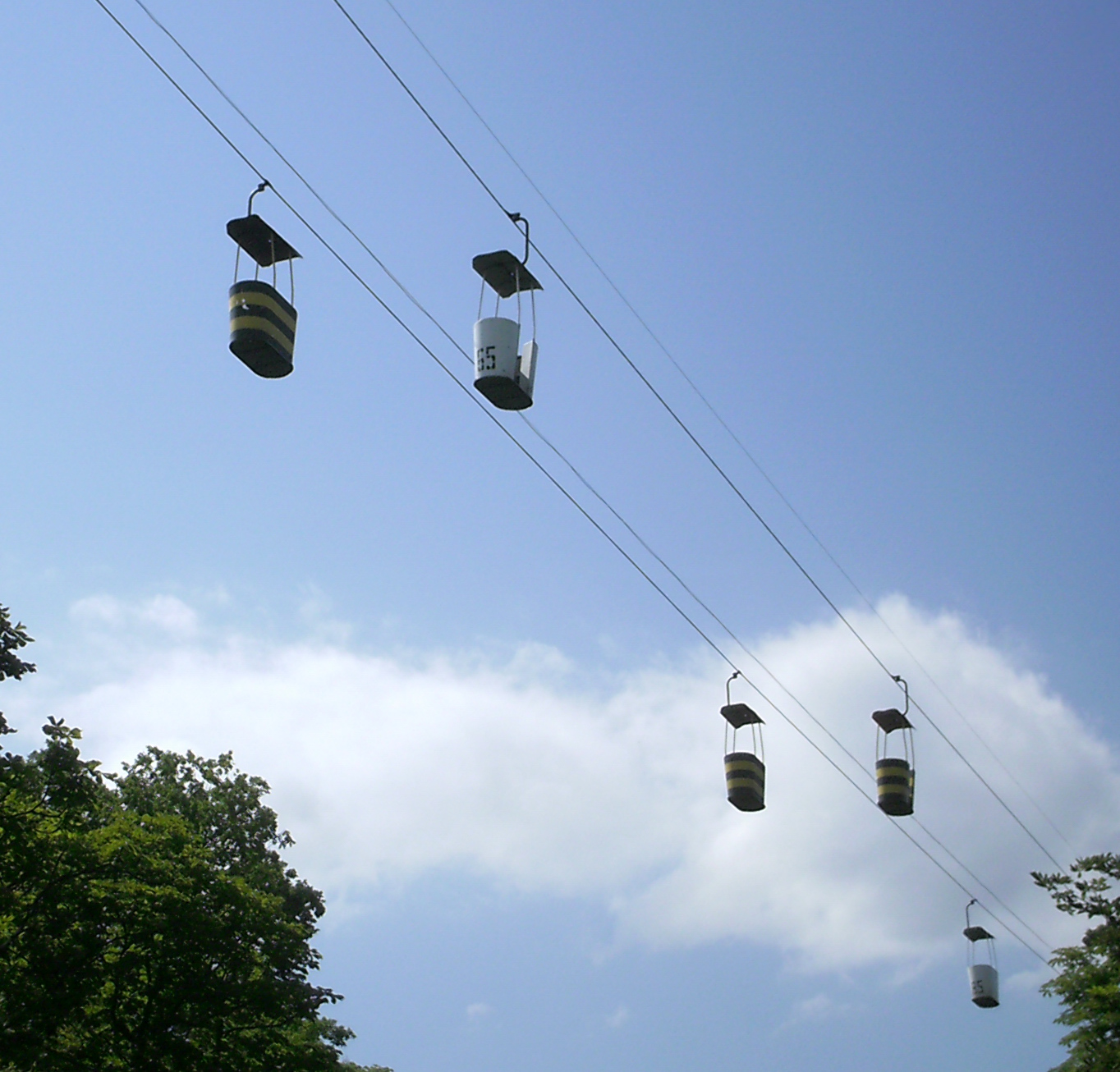
Вигляд знизу на підвісну канатну дорогу

- Деілька років називалася вулицею Шляховою.
- Остаточна назва отримана на честь надпоручика Окремого чехословацького батальйону Отакара Яроша, який загинув в боях з нацистами у березні 1943 року в селі Соколове Чугуївського району (до 2020 року — Зміївський район) Харківської області.
- Ботанічний сад Харківського національного університету ім. В.Н Каразіна, який спочатку розміщувався на Клочківській, незабаром після закладки вулиці розширений з додаванням ділянки в Саржиному яру, яка виходить до вулиці Отакара Яроша.
- Канатна дорога між Центральним парком та Павловим Полем через Саржин Яр (завдовжки 1400 м, побудована у 1970 р.).
- Готель «Мир»
- Спортивний клуб «Уніфехт» ХНУ ім. В. Н. Каразіна (зруйнований внаслідок бомбардування авіацією Російської Федерації 5 березня 2022 року).[1]
- Меморіальна дошка Отакару Ярошу
- Джерело мінеральної води (Саржин яр).

## Транспорт
Транспортно не переобтяжена — основний потік спрямований вулицями Клочківська, 23 Серпня та проспектом Науки
21 серпня 2004 на перетині Отакара Яроша та проспекту Науки була відкрита станція метро «Ботанічний сад» Олексіївської лінії. Це дозволило розвантажити вулицю від міського транспорту.

## Мешканці
На вулиці в різний час мешкали митці:
будинок № 17а
- кв. 25 — Мегмедов Георгій Іванович, художник;
- кв. 30 — Смоленський Лібер Бенціонович, художник;
- кв. 32 — Сліпченко Микола Степанович, художник;
- кв. 35 — Сова Дмитро Георгійович, скульптор;

будинок № 19
- кв. 09 — Старостенко Юрій Михайлович, художник театру;

будинок № 21
- кв. 20 — Безхутрий Микола Микитович, мистецтвознавець;

будинок № 21а
- кв. 05 — Плотников Олексій Тихонович, художник театру;
- кв. 06 — Бланк Мойсей Абрамович, графік;
- кв. 08 — Сирота Йосип Аронович, художник;
- кв. 09 — Баришников Револьд Володимирович, художник;
- кв. 12 — Кузнецов Володимир Васильович, Капшук Олександр Іванович, Петрова Наталія Володимирівна, художники;
- кв. 14 — Жуков Борис Володимирович, художник;
- кв. 16 — Константинопольський Адольф Маркович, Константинопольський Марк Адольфович, художники;
- кв. 19 — Дерегус Марина Михайлівна, Дерегус Файзрахман Маснавійович, художники;
- кв. 21 — Винник Зиновій Львович, художник театру; Винник Юрій Зиновійович, художник;
- кв. 22 — Чернуха Валентин Дмитрович, графік;
- кв. 24 — Щеглов Олексій Михайлович, художник театру;
- кв. 25 — Магмедов Георгій Іванович, художник;
- кв. 26 — Ястребов Ігор Павлович, скульптор;
- кв. 27 — Дроздова Тамара Олександрівна, художниця; Матвєєв Юрій Володимирович, художник театру; Петров Володимир Іванович, художник;
- кв. 29 — Галкін Григорій Сергійович, художник;
- кв. 31 — Васильченко Ілля Юхимович, Городецька Інна Олександрівна, художники;
- кв. 33 — Жердзицький Євген Федорович, художник; Любавін Ігор Юрійович, графік; Любавін Юрій Михайлович, художник;
- кв. 34 — Ефроїмсон Ілля Якович, художник;
- кв. 35 — Жуковська Любов Гнатівна, скульпторка;
- кв. 36 — Сиротенко Юрій Георгійович, художник;
- кв. 39 — Рик Яків Йосиповч, скульптор;

будинок № 27
- кв. 51 — Братченко Леонід Сергійович, Фісан Галина Андріївна, художники театру;

будинок № 45
- кв. 04 — Литвин Михайло Абрамович, графік;